# ヴィルヘルム・フライヘル・フォン・ガイル
ヴィルヘルム・モリッツ・エゴン・フライヘル・フォン・ガイル（ドイツ語: Wilhelm Moritz Egon Freiherr von Gayl 1879年2月4日 ‐ 1945年11月17日）は、ドイツの政治家。ドイツ国家人民党所属で、パーペン内閣で内務大臣を務めた。

## 経歴
ドイツ帝国領邦プロイセン王国東プロイセン州ケーニヒスベルク（現在のロシアカリーニングラード州カリーニングラード）に生まれた。高校卒業後は法学を専攻した。1901年、サクソニア・ゲッティンゲン軍団に所属し、1906年にはボルジニア・ボン軍団に所属した。1909年には東プロイセンの入植協会である「Ostpreußische Landgesellschaft」の理事に就任した。第一次世界大戦が勃発すると、ドイツ陸軍の将校として従軍し、鉄十字勲章を受章したが、すぐにオーバー・オスト（ドイツ軍東部全軍最高司令官）に参加した。1918年9月1日にはリトアニアのカウナスの総督に就任した。
1919年にはパリ講和会議のドイツ代表団の一員となり、1920年には東プロイセンの住民投票を通じてアレンシュタインのドイツ総監となった。
ゲイルは1921年から1933年までプロイセン州議会議員であり、1921年から1932年までは上院で東プロイセンの全権者を務めた、1929年から1933年までは、東プロイセン州州議会の議員を務めた。1925年から1932年には内地植民地化奨励協会（Gesellschaft zur Förderung der inneren Kolonisation）の会長を務め、1932年には青年体力委員会（Reichskuratorium für Jugendertüchtigung）の会長に就任した。
1932年6月1日、フランツ・フォン・パーペンが首相に就任し、ゲイルは内務大臣に就任した。また、国家放送協会の会長でもあり、ファシズムを先取りした。すなわち、プロパガンダの道具としてラジオを考慮するために、ラジオ放送局に要求を行った。また、ゲイルは反ユダヤ主義者であり、ナチスが政権を掌握する3ヶ月前、ドイツの内務大臣として帰化法の行政面を強化した。この規定により、ユダヤ人移民、特に東欧からの移民が血統を隠すことを不可能にしようとした。
ゲイルは1932年6月のプロイセン・クーデターの発起人であり、プロイセンの社会民主党政権に反対していた。しかしナチスとの協力には強く反対していた。その代わりに、カール・シュミットの『例外状態』を支持していた。1932年7月18日、暴動のためゲイルは、野外での会合の禁止令を出した。しかし、このデモの禁止は、フランケン地方中部のファシストによって無視された。
パーペン首相が1932年11月17日に辞任した後、12月3日のクルト・フォン・シュライヒャーの首相任命で役職を失った。第二次世界大戦終戦後まもなくポツダムで死去した。